# Гура-Стренкова
Гура-Стренкова (пол. Góra Strękowa) — село в Польщі, у гміні Завади Білостоцького повіту Підляського воєводства.
Населення — 39 осіб (2011).

## Історія
У 1921–1939 роках село належало до Білостоцького воєводства, у Ломжинському повіті, в гміні Хлебьоткі.
Згідно з Першим загальним переписом населення Польщі 1921 року, у селі проживало 46 осіб у 7 житлових будинках. Населений пункт належав до римо-католицької парафії в Завадах. Адміністративно підпорядковувався Ґродському та Окружному суду в Ломжі; відповідне поштове відділення знаходилося у Віжні.
Унаслідок нападу СРСР на Польщу у вересні 1939 року місцевість опинилася під радянською окупацією. З червня 1941 року — під німецькою окупацією. Від 22 липня 1941 року до звільнення село входило до складу Білостоцького округу Третього Рейху.
У 1975-1998 роках село належало до Ломжинського воєводства.

## Демографія
Демографічна структура станом на 31 березня 2011 року:
|          | Загалом | Допрацездатний вік | Працездатний вік | Постпрацездатний вік |
| -------- | ------- | ------------------ | ---------------- | -------------------- |
| Чоловіки | 19      | 2                  | 11               | 6                    |
| Жінки    | 20      | 5                  | 9                | 6                    |
| Разом    | 39      | 7                  | 20               | 12                   |